# Muzeum současného umění (Záhřeb)
Muzeum současného umění (chorvatsky: Muzej suvremene umjetnosti) je galerie umění v chorvatském hlavním městě Záhřebu. Jde o největší muzeum v Chorvatsku disponující nejmodernější budovou. Ta byla speciálně pro muzeum navržena architektem Igorem Franićem. Stavba na Dubrovnické třídě začala v roce 2003 a byla dokončena roku 2009. Galerie byla slavnostně otevřena 11. prosince 2009. Náklady na stavbu se oproti očekávaným více než zdvojnásobily a činily nakonec 450 milionů chorvatských kun (asi 84 milionů amerických dolarů, asi 1,9 miliardy korun českých). Podělily se o ně chorvatské ministerstvo kultury a město Záhřeb. Celková plocha galerie činí 14 600 m2, přičemž 3500 m2 je vyhrazeno stálým expozicím a 1500 m2 jednorázovým výstavám. Muzeum vlastní asi 12 000 uměleckých předmětů, asi 600 z nich je trvale vystaveno. Základ činí sbírka Záhřebské městské galerie, která byla založena roku 1954. Převažují díla domácích autorů, ale ve sbírce nechybí ani obrazy a skulptury světově proslulých umělců jako jsou Victor Vasarely, Marina Abramovićová, Max Bill ad.